# Sambucus × strumpfii
Sambucus × strumpfii ist eine Naturhybride aus den Holunderarten Sambucus nigra und Sambucus racemosa aus der Familie der Moschuskrautgewächse (Adoxaceae) und ist in Deutschland endemisch. Der Artepithet strumpfii ehrt den deutschen Botaniker Klaus Strumpf.

## Beschreibung
Sambucus × strumpfii ist eine strauchige Pflanze.

## Taxonomie
Sambucus × strumpfii wurde 2006 von Peter Gutte beschrieben. in der Nähe von Altenburg, Deutschland gefunden und dem Botanischen Garten Leipzig übergeben

## Verbreitung und Lebensraum
Sambucus × strumpfii kommt nur in Deutschland vor.